# 미션 임파서블 (영화 시리즈)
다음은 미션 임파서블의 시리즈이다. 등급은 영상물등급위원회의 평가를 기준으로 기록하였다.

## 미션 임파서블

미션 임파서블는 1996년에 개봉한 톰 크루즈 주연의 액션 영화다.

### 개요
- 감독: 브라이언 드 팔마
- 배우: 에마뉘엘 베아르, 장 르노, 톰 크루즈, 존 보이트
- 장르: 액션/코믹/드라마
- 등급: 15세 이상 관람가
- 시간: 110분

### 줄거리
냉전 종식 후 프라하에서 동유럽 첩보원들의 비밀 명단을 훔쳐 무기상에 팔아넘기는 음모를 막기 위한 작전을 진행 중이던 이단 헌트(톰 크루즈)의 팀원들이 차례로 죽고 헌트가 범인으로 몰린다. 이에 누명을 벗고 진짜 범인을 찾아내려는 헌트와 살아남은 클레어의 모험이 시작된다.

## 미션 임파서블 2
미션 임파서블 2는 2000년에 개봉된 액션 영화다.

### 개요
- 감독: 오우삼
- 배우: 톰 크루즈, 더그레이 스콧, 탠디 뉴턴
- 장르: 액션
- 등급: 15세 이상 관람가
- 시간: 123분

### 줄거리
러시아의 한 생물공학자로부터 IMF(Impossible Mission Force)의 요원인 이단 헌트(톰 크루즈 분)는 구원을 요청 받는다. 그는 그리스 신화를 인용한 '키메라'라는 바이러스를 개발하였고 또한 이를 억제할 억제제도 개발했음을 밝힌다. 이 바이러스는 인플루엔자, 즉 유행성감기를 없애기 위한 완벽한 치료제인 벨레로폰을 유전학적으로 조합하다가 부수적으로 만들어진 끔찍한 악성 바이러스라는 사실을 알게 된 헌트는 이 키메라 바이러스로부터 세상을 지키기 위한 모험이 시작된다.

## 미션 임파서블 3
미션 임파서블 3는 2006년에 개봉된 액션 영화이다.

### 개요
- 감독: J.J. 에이브럼스
- 배우: 톰 크루즈, 필립 시모어 호프먼, 조너선 리스 마이어스, 빙 레임스
- 장르: 액션
- 등급: 15세 이상 관람가
- 시간: 124분

### 줄거리
IMF 요원 이단 헌트는 IMF 특수 비밀 요원으로 활동하다가, 특수 요원 트레이닝을 하며 과거를 숨긴 채 약혼녀 줄리아와 함께 여유있는 삶을 되찾는다. 줄리아와의 약혼식이 있던 날 이단은 갑작스런 본부 호출을 받고 자신의 제자인 린지 파리스를 구출하라는 임무를 받는다. 이단은 린지를 구출하지만 린지는 머리에 이식된 소형 폭발물로 인해 목숨을 잃는다. 이단은 린지가 수사하고 있던 오웬 다비안을 추적하고 그에 대한 비밀 정보를 입수하고, 오웬을 체포해 미국으로 송환한다. 하지만 송환 도중 오웬의 부하들로부터 미사일 공격을 받아 오웬은 탈출한다. 오웬은 이단의 아내 줄리아를 납치하고 자기가 찾고 있는 “토끼발”을 이틀 안에 가져오지 않으면 줄리아를 죽이겠다고 위협한다.

## 미션 임파서블 4
미션 임파서블 4 - Ghost Protocol은 2011년에 개봉한 액션 영화이다.

### 개요
- 감독: 브래드 버드
- 배우: 톰 크루즈, 제러미 레너, 폴라 패튼, 사이먼 페그, 미카엘 뉘크비스트
- 장르: 액션
- 등급: 15세 이상 관람가
- 시간: 132분

### 줄거리
허가를 받지 않은 살인으로 모스크바의 감옥에 수감된 이단 헌트. IMF는 러시아 핵무기 발사 코드와 장치를 훔쳐내 핵전쟁을 일으키려는 천재 과학자 코드명 '코발트'의 계획을 저지하기 위해 헌트를 구해내 코발트보다 먼저 발사 코드를 훔쳐내려고 하나 실패하고 도리어 코발트가 저지른 크렘린 궁의 폭파 혐의까지 뒤집어 써 테러리스트로 몰리게 된다. 미국 정부는 IMF의 존재를 부정하는 고스트 프로토콜을 발동하고, 헌트는 동료들의 도움을 받아 두바이, 인도의 뭄바이 등으로 코발트를 추적해 발사된 핵미사일의 탄두를 무력화시킴으로써 미국을 구한다.

## 미션 임파서블 5
미션 임파서블 5 - Rogue Nation은 2015년에 개봉한 액션 영화이다.

### 줄거리
이단 헌트는 신디케이트의 음모를 막으려고 하지만 지명수배자로 몰린다. 하지만 신디케이트의 실체를 알아내고 신디케이트를 없앤다.